# Burg Tanabe (Tango)
Die Burg Tanabe (japanisch 田辺城, Tanabe-jō, auch Bugaku-jō (舞鶴城) genannt) befindet sich in der Stadt Maizuru in der Präfektur Kyōto. In der Edo-Zeit residierte dort zuletzt ein Zweig der Makino als Fudai-Daimyō.

## Burgherren in der Edo-Zeit
- Ab 1601 ein Zweig der Kyōgoku als Nebenburg zur Burg Miyazu,
- ab 1622 ein Zweig der Kyōgoku mit 35.000 Koku und
- ab 1668 ein Zweig der Makino mit 35.000 Koku.

## Geschichte
Man weiß nicht, ob der Erbauer der Burg Miyazu, Hosokawa Fujitaka (1564–1610), die Burg Tanabe für seinen Sohn und Nachfolger Tadaoki (忠興; 1563–1646) gedacht hatte. Während der Kämpfe im Zusammenhang mit der Schlacht von Sekigahara hielt er sich auf der Domäne auf, als diese von Onogi Shigekatsu (小野木重勝; 1563–1600), Fürst auf der Burg Fukuchiyama, angegriffen wurde. Fujitaka setzte die Burg Miyazu in Brand und verschanzte sich auf der Burg Tanabe. Als Kaiser Go-Yōzei hörte, dass Fujitaka angegriffen wurde, soll er beschlossen haben, diesen gelehrten Fürst zu unterstützen. Er sandte Truppen, so dass Fujiwara entlastet wurde.
Nach der Schlacht von Sekigahara erhielt Kyōgoku Takatomo (京極 高知; 1572–1622) das Lehen, das er von der Burg Miyazu aus verwaltete. Nach dessen Tod erhielt Sohn Takamitsu (高三; 1607–1637) Tanabe als eigene Domäne, neben Miyazu und Mineyama (峰山), wo für einen Zweig ein Festes Haus (陣屋, Jinya) errichtet wurde. 1666 wurde ein Zweig der Makino neuer Herr auf Burg Tanabe. Makino Chikashige (牧野 親成; 1607–1677) besserte die Burg aus, die dann Sitz seiner Familie für zehn Generationen wurde.

## Die Anlage

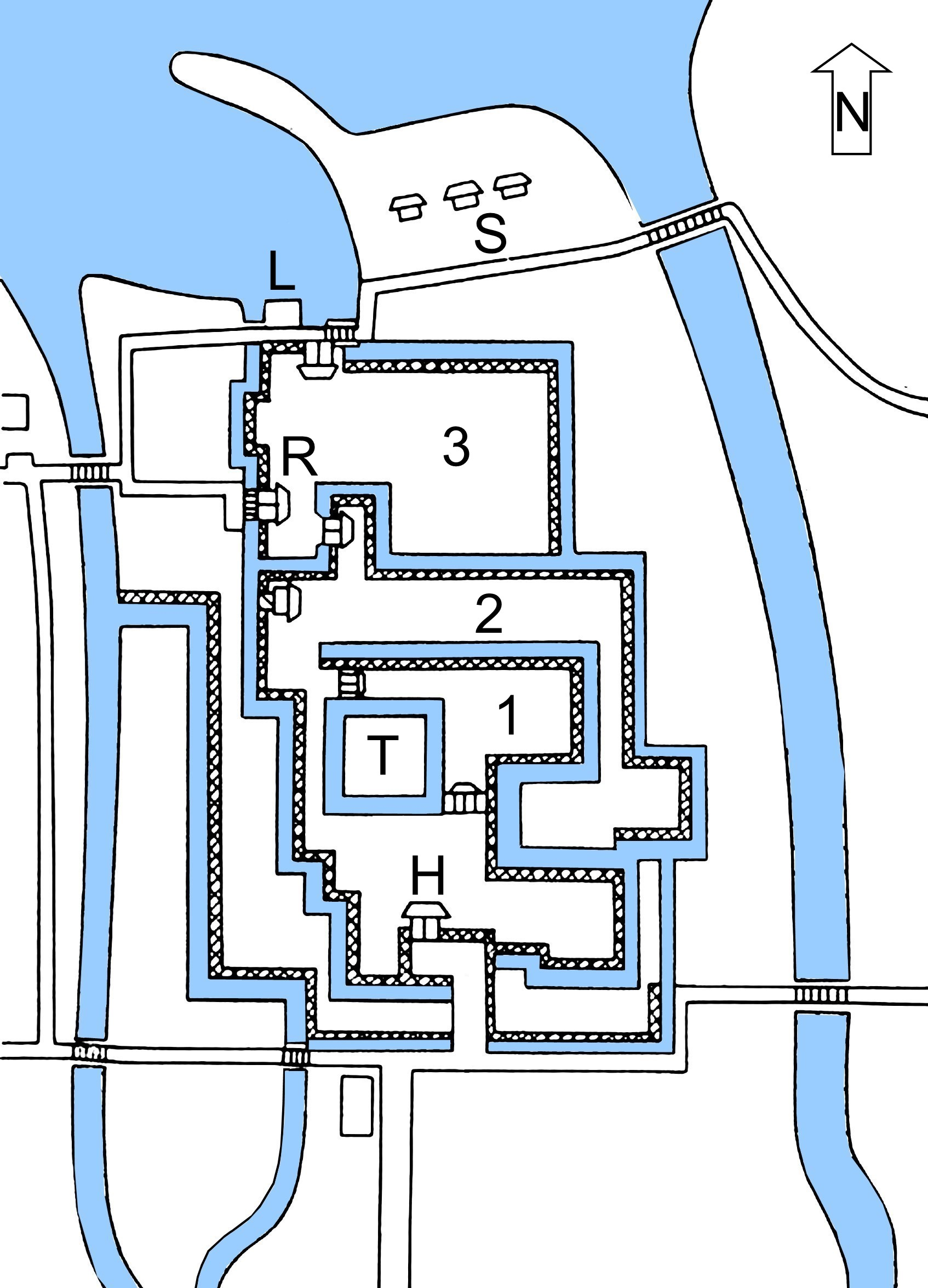
Plan der Burg (s. Text)

Die Burg wurde im Osten durch den Fluss Isatsu (伊佐津川), im Westen durch den Fluss Takano (高野川) und im Norden durch die Maizuru-Bucht (舞鶴湾) geschützt. Im Süden lag ein Sumpfgebiet vor der Burg, so dass sie auf allen vier Seiten durch natürliche Gegebenheiten gut zu verteidigen war. Der innerste Bereich der Burg, das Hommaru (本丸; 1 im Plan) umschloss mit einem Wassergraben einen geschützten Bereich, in dem sich der Burgturm (天守閣; T) befand. Der innerste  Bereich wurde vom zweiten Burgbereich (二の丸, Ni-no-maru; 2) umgeben, der im Norden von einem dritten Bereich (三の丸, San-no-maru; 3) geschützt wurde.
Man betrat die Burg im Süden durch das Haupttor (大手門, Ōte-mon; H), im Norden gab es das „Rückwärtige Tor“ (搦手門, Karamete-mon). Im Norden war ein Landeplatz [L] an der Bucht angelegt und ebenfalls im Norden befanden sich Reisspeicher [S]. Die engsten Vertrauten wohnten im Westen zwischen der Burg und dem Takano-Fluss.
Nach der Meiji-Restauration 1868 wurde die Burg weitgehend abgetragen und der innerste Teil in einen öffentlichen Park umgewandelt. 1940 wurde ein „Shōkokan“ (彰古館) genanntes Gebäude in Form eines Wachturms (櫓, Yagura) errichtet. 1992 wurde ein Nachbau des Haupttores fertiggestellt, dem dann noch weitere Gebäude folgten.